# Alexander von Dachenhausen

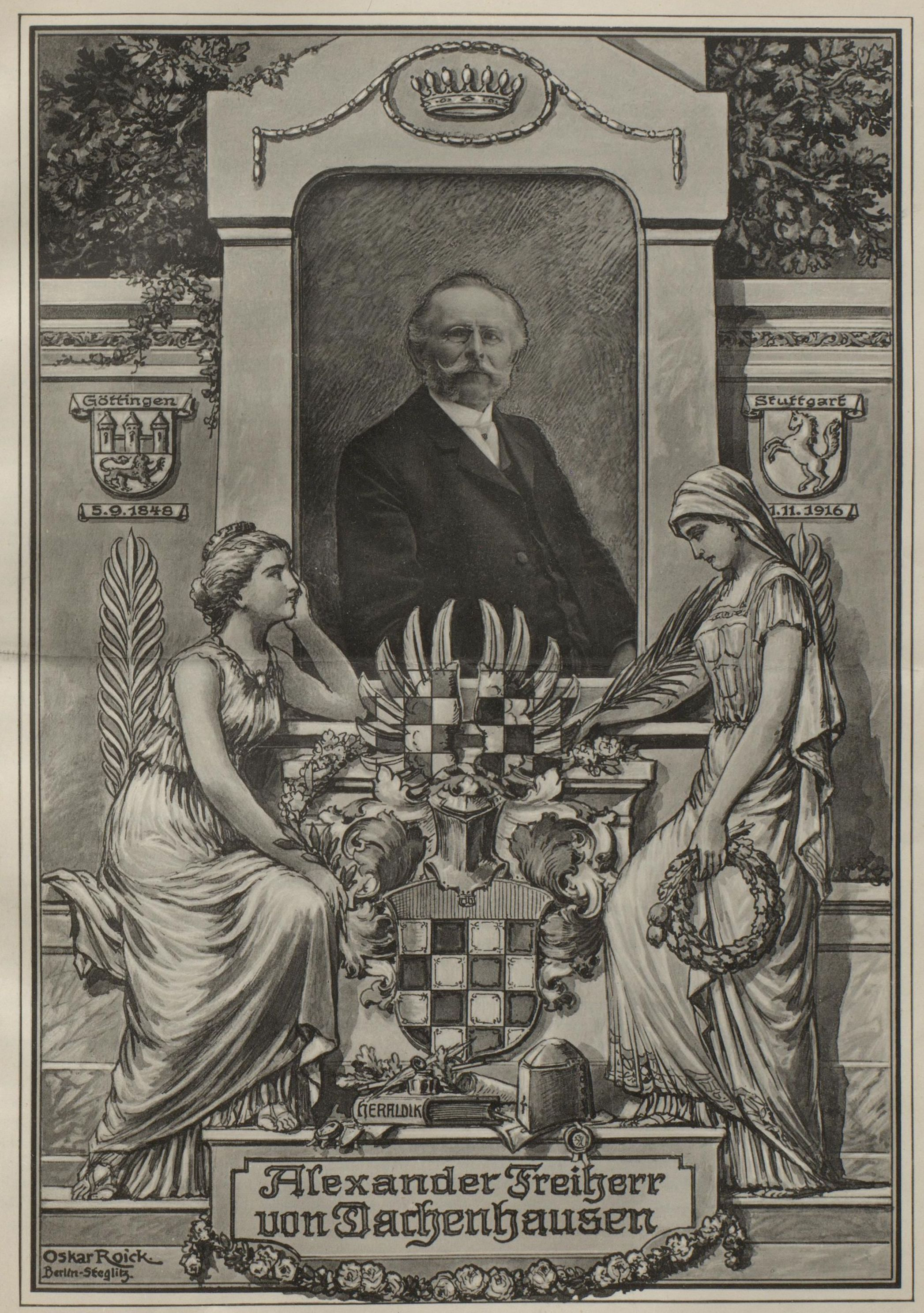
Allegorie von Oskar Roick auf den Tod des Heraldikers Alexander von Dachenhausen

August Otto Albert Friedrich Georg Alexander (Freiherr) von Dachenhausen (* 5. September 1848 in Göttingen; † 1. November 1916 in Stuttgart) war ein deutscher Oberleutnant, Genealoge, Heraldiker und Grafiker.

## Leben
Er entstammt dem Adelsgeschlecht von Dachenhausen, auch Dachenhausen II genannt, welches am 31. Mai 1878 in Württemberg durch König Karl (I.) in den Freiherrenstand erhoben wurde. Das Wappen aus 1837 blieb bestehen. Seine Eltern waren der Major a. D. und Stadtkommandant von Nienburg Friedrich Bernhard von Dachenhausen (* 1813; † 1873) und Auguste Plathner (* 1827; † 1908). Der Vater von Auguste, August Plathner, studierte zuerst Theologie, wurde dann Dr. phil und Gutsbesitzer und war zuletzt Domainendirektor in Tilburg und Rentier in Göttingen.
Alexander von Dachenhausen ging auf das Gymnasium in Verden a. A. und danach auf das Realgymnasium Göttingen. 1864 trat Dachenhausen in die Königliche Hannoversche Armee, war Kadett im Kadettenkorps und wurde 1866 Leutnant im 6. Infanterie-Regiment. Er nahm 1866 an der Schlacht bei Langensalza teil und trat mit der Annexion des Königreichs Hannover durch Preußen 1866 in die preußische Armee ein. Mit seiner Einheit machte er auch den Deutsch-Französischen Krieg von 1870/71 mit. 1876 wurde er pensioniert und widmete sich anschließend insbesondere der Genealogie und Heraldik. Er betätigte sich auch als heraldischer Zeichner und suchte unter dem Motiv Dachenhausiana alle Details zu seiner Familie. 1889 trat er dem Historischen Verein Oberbayern bei. Dachenhausen war vor 1891 Vorstandsmitglied der Landesabteilung Thüringen der Deutschen Adelsgenossenschaft.
Von 1903 bis 1908 lebte er als Geheimsekretär und Archivar des Herzogs von Aremberg in Brüssel. Anschließend zog er nach Stuttgart. 1914 vermachte er Bücher und Materialien mit Bezug zu seiner Familie der Königlichen Landesbibliothek in Stuttgart. Sein umfangreicher Nachlass wurde im Januar 1917 in Stuttgart versteigert.
Von den Verwandten seiner Familienlinie lebten um 1930 nur noch die Schwester Adelheid, verheiratet mit einem bürgerlichen Großkaufmann, Wohnsitz New York, und der Bruder Bernhard Fritz von Dachenhausen, mit New Rochelle ebenso in den USA lebend. Über Nachfahren, auch nicht zum Sohn des Vorgenannten, Friedrich Ernst von Dachenhausen (* 1888), liegen keine jüngeren genealogischen Erkenntnisse vor.

## Werke (Auswahl)
- Stammbaum der Familie von Dachenhausen. 1876. (Nicht im Handel).[11]
- Die kaiserlichen Wappenbriefe und Adelsdiplome, beziehungsweise Adelsbestätigungen der verschiedenen Familien Winkler. Nach den Acten des k. k. Haus-Hof- und Staatsarchives und des k. k. Adelsarchives zu Wien. Verein Adler, Wien um 1881.

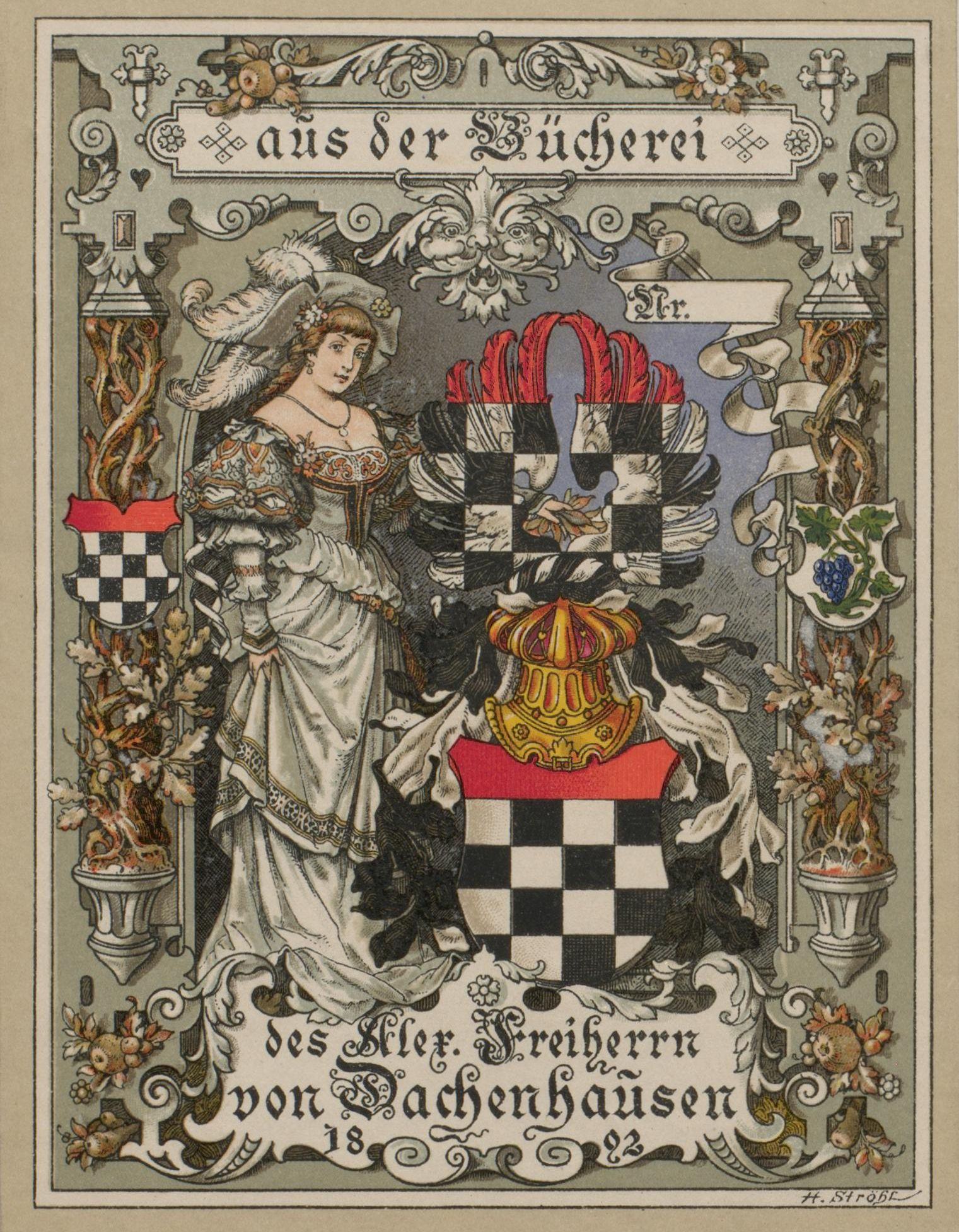
Exlibris von Alexander von Dachenhausen, entworfen von Hugo Gerard Ströhl (1851–1919)

- Hrsg.: Genealogisches Taschenbuch der Adeligen Häuser, Bd. 9, Buschak & Irrgang, Wien 1884.[12]
- Exlibris von Alexander von Dachenhausen, entworfen von Hugo Gerard Ströhl (1851–1919)Wappen-Entwürfe. München ca. 1890.
- Genealogisches Taschenbuch des Uradels. 2. Bd., Irrgang, Brünn 1893 (Digitalisat) (Digitalisat).
- Christian Bühler. In: Heraldische Mittheilungen des Vereins „Zum Kleeblatt“ in Hannover; Jg. 1898.
- Genealogie der Ritter von Henzler Edlen von Lehnsburg nebst Stammtafeln gleichnamiger und verwandter Geschlechter. Irrgang, Brünn 1898.
- Die Wappen der Herren, Freiherren und Grafen von Bothmer. 1901.
- Stammtafeln der Grafen von der Marck und der Herzoge von Cleve, Jülich und Berg, soweit sie aus ersteren hervorgegangen. 2 Bde., Brüssel 1905–1908.
- Grabplatte des 1495 verstorbenen württembergischen Haushofmeisters Wolf von Dachenhausen. in: Schweizerisches Archiv für Heraldik (1906), Heft 3
- Der älteste Dachenhausen'sche Leichenstein. in: Heraldisch-Genealogische Blätter für adelige und bürgerliche Geschlechter. Organ des St. Michael, 3. Jahrgang 1905/1906, Nr. 3. Hrsg. L. Oelenheinz, H. von Kohlhagen, Bamberg August 1906, S. 116–119 und Beilage (Tafel) XIX. (Digitalisat)
- Stammtafel der Freiherren von Dachenhausen.... bis Ende des 17. Jahrhunderts. Taf. 2. 1907.
- Stammtafel der Freiherren von Dachenhausen ... Jüngere Linie der von Dachenhausen. Taf. 5. 1908.
- Stammtafel der Freiherren von Dachenhausen ... Aeltere Linie. Taf. 4. 1914.
- Stammtafel der Freiherren von Dachenhausen ... Ergänzungen. 1916.
- Das Geschlecht der Goué. In: Vierteljahrsschrift für Wappen-, Siegel- und Familienkunde des Vereins „Herold“ (1915), Heft 2, Hrsg. Herold (Verein), Berlin 1915, S. 64–80.